# کریگ هریسون

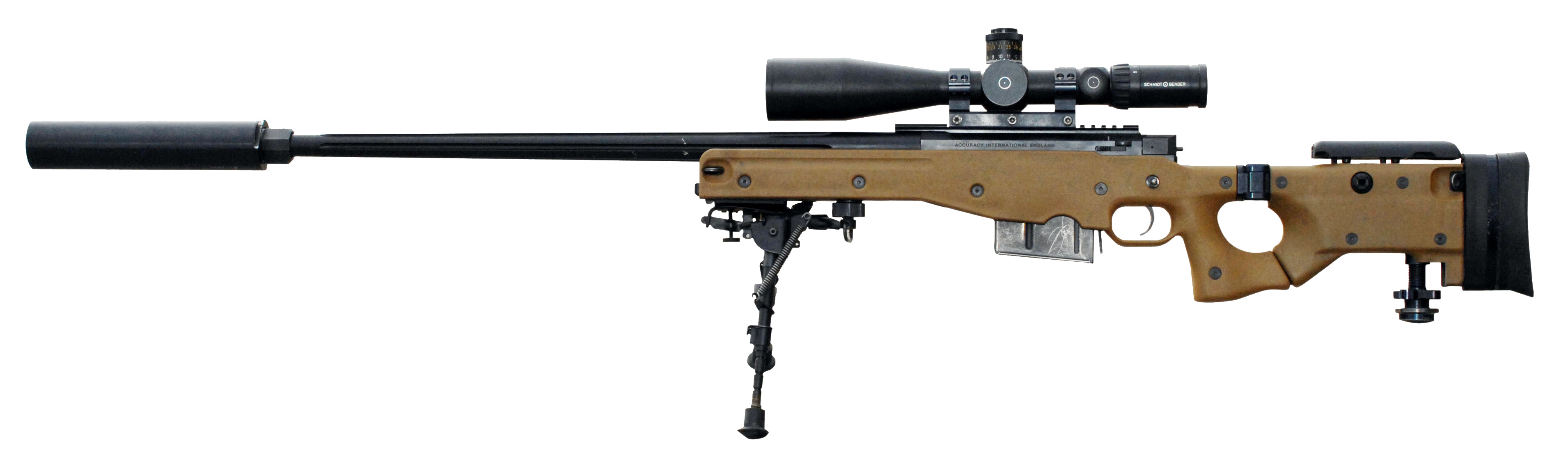
اسلحه تک تیراندازی L115A3 دور برد.

کریگ هریسون (به انگلیسی: Craig Harrison) (زاده نوامبر ۱۹۷۴) یک گروهبان سابق عضو گارد سواره نظام سلطنتی نیروی زمینی بریتانیا (CoH) است که رکورد قبلی طولانی‌ترین مسافت شلیک ثبت شده که منجر به مرگ شده است، در یک میدان نبرد، از مسافت ۲٬۴۷۵ متر (۲٬۷۰۷ یارد) متعلق به او می‌باشد.
کریگ هریسون بیشتر به خاطر حضورش در جنگ افغانستان به عنوان تک تیرانداز شناخته می‌شود، اما همچنین در خدمت نیروی زمینی بریتانیا در عراق و بالکان حضور داشته است.

## کشف تیراندازی
اولین باری که هریسون از تفنگ تک تیراندازی استفاده کرد، زمانی بود که با یک اسلحه دراگونوف در یک محوطهٔ تیراندازی نزدیک یک پایگاه نظامی بریتانیایی در اسپلیت کرواسی شلیک نمود. او در زندگی‌نامه خود با عنوان «طولانی‌ترین مسافت کشتن»، تفنگ را شبیه «کلاشنیکف بلند» توصیف می‌کند و پس از شلیک به درخت گفته است: «درخت را عملاً به دو نیم تقسیم می‌کند».

## جزئیات رکورد

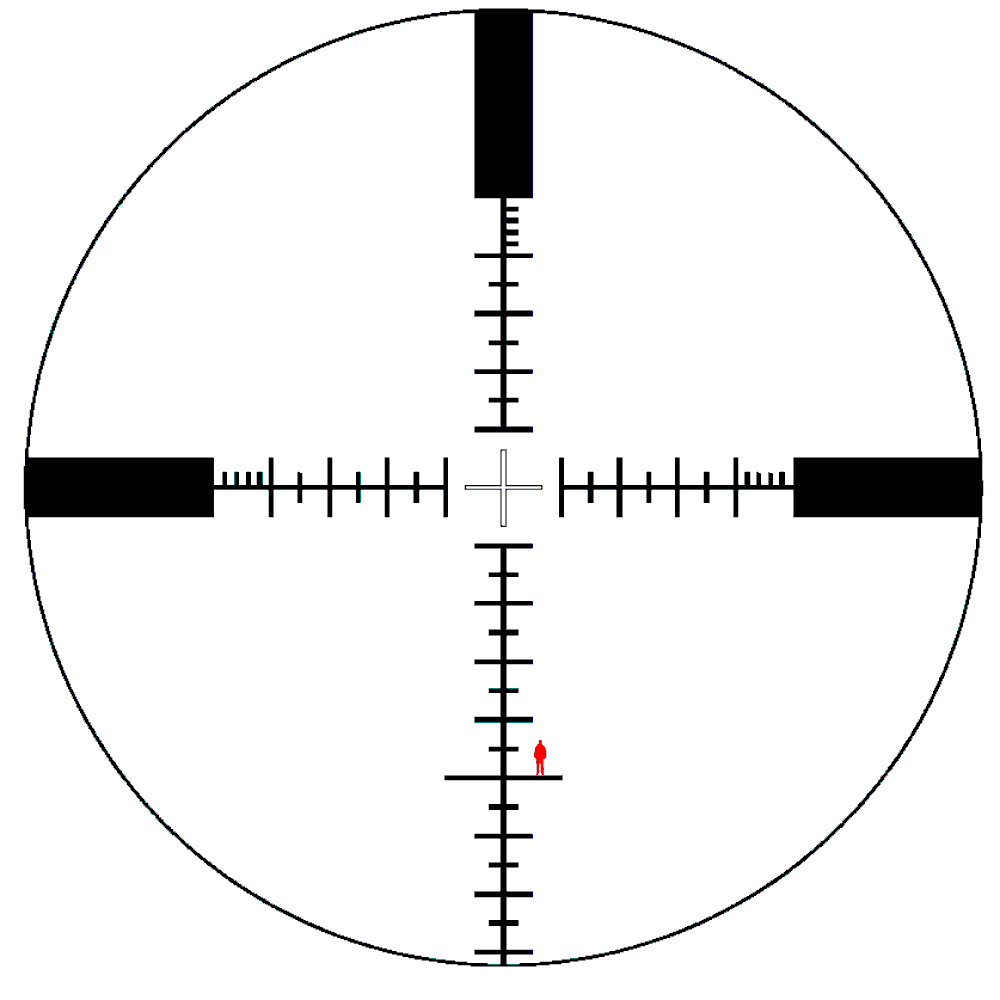
هدف تک تیراندازی

در نوامبر ۲۰۰۹، هریسون به‌طور متوالی با استفاده از یک تفنگ دوربرد L115A3 دو تیربارچی طالبان را در جنوب موسی قلعه در ولایت هلمند در افغانستان مورد اصابت قرار داد. در مصاحبه ای با بی‌بی‌سی، هریسون بیان کرد که او به کمک هم‌رزم هدف یابش مجبور شده است تقریباً ۹ بار شلیک کند تا مسافت با هدف را به دست بیاورد. بعدها اظهار داشت اولین شلیک وی «به هدف» یک شلیک کشنده بود که به دنبال آن یک شلیک کشنده دیگر به تیربارچی دوم انجام داده است. اجساد آن‌ها بعداً توسط پلیس افغانستان که به دنبال بازیابی سلاح بود (اسلحه‌ها از قبل برداشته شده بودند) پیدا شد. شلیک اول موجب اصابت گلوله به روده یکی از آن‌ها و شلیک دوم منجر به اصابت گلوله به پهلو دومین نفر شده بود. در اواخر روز یک هلیکوپتر آپاچی بر روی موقعیت شلیک قرار گرفت و با استفاده از دستگاه لیزر یاب خود فاصله تا موقعیت مسلسل را اندازه‌گیری و تأیید کرد که طولانی‌ترین مسافت کشتن در تاریخ، در آن زمان بوده است.
در گزارش‌ها، هریسون ذکر کرده بود که شرایط محیطی برای تیراندازی از راه دور از جمله عدم وزش باد، هوای معتدل و دید واضح فراهم بوده است.

## زندگی شخصی
پدر و مادر هریسون مربی سگ در پلیس نظامی نیروی هوایی سلطنتی بریتانیا (RAFP) بوده‌اند. آن‌ها هنگامی که کریگ نوجوان بود از هم جدا شدند. کریگ کوچک‌ترین فرزند از ۲ فرزند پسر خانواده می‌باشد. او ابتدا در سن ۱۶ سالگی به سواره نظام (Household Cavalry) پیوست و کمی بعد در بلوز اند رویالز (Blues and Royals) خدمت خود را ادامه داد. همسر او تانیا نام دارد و صاحب یک فرزند دختر هستند.
وی پس از بازگشت از افغانستان در سال ۲۰۰۹ به اختلال اضطراب پس از سانحه (PTSD) مبتلا شد و در سال ۲۰۱۴ از ارتش مرخص شد. وی از آن زمان اظهار داشته است:
| « | من زمانی که ۱۶ ساله بودم به ارتش پیوستم و از زمانی که همه این اتفاق‌ها افتاد، احساس کردم ترک شده‌ام، کاملاً توسط هنگم ترک شده‌ام. … من ۲۲ سال به هنگ وفادار بودم و زندگی ام را در مسیر آن سیر کردم، ولی آن‌ها مرا [مانند لباس] پهن کردند تا خشک شوم، اعتماد من به مردم، به نیروهای مسلح - از بین رفته است" | » |

وزارت دفاع بریتانیا به دلیل افشای هویت وی که او را در معرض خطر آدم‌ربایی توسط طرفداران القاعده قرار داده بود مبلغ ۱۰۰٬۰۰۰ پوند غرامت به هریسون پرداخت کرد. این اشتباه بزرگ منجر به قرار گرفتن هریسون در مرخصی دائمی استعلاجی، و سپس ترخیص او از ارتش شد.
هریسون کتاب «طولانی‌ترین مسافت کشتن» را در مورد زندگی و حرفه خود به عنوان یک تیرانداز نوشته است.